# Władysław Kowalski (komunista)
Władysław Kowalski, pseud. Grzech, Ślusarski (ur. 14 lipca 1883 w Warszawie, zm. 1937? w ZSRR) – polski działacz społeczny oraz komunistyczny.

## Życiorys
Po ukończeniu szkoły podstawowej został giserem, a później technikiem dentystycznym. Należał do PPS od 1903, a do PPS – Lewica od jej powołania w 1906. Był członkiem egzekutywy krajowej tej partii od 1911. Od 1916 w SDKPiL. Wchodził w skład ostatniego Zarządu Głównego partii. W latach 1917–1918 był więziony przez Niemców. Był m.in. członkiem komitetu składającego się z czołowych działaczy SDKPiL oraz PPS - Lewicy, który przed zjednoczeniem tych partii miał opracować przyszły jej program. Od 1918 w KPP. W lutym 1919 uczestniczył w organizowaniu władzy komunistycznej w Mińsku.
Członek Komitetu Centralnego KPRP od 1918 do 1922. W 1919 roku członek władz Warszawskiej Rady Delegatów Robotniczych.
Był głównym przedstawicielem lewicowego nurtu tzw. grzechistów, przeciwnych koncepcji jednolitego frontu, parlamentaryzmowi oraz podziałowi ziemi wśród chłopów. Był przeciwnikiem udziału komunistów polskich w wyborach do Sejmu jako aktu uwiarygadniającego burżuazyjny parlamentaryzm. Bronił polityki pierwszej platformy politycznej KPRP. W 1923 odsunięty od pracy partyjnej.
Od 1926 przebywał w ZSRR. Aresztowany przez NKWD i stracony w czasie "wielkiej czystki", prawdopodobnie w 1937.